# Breaking Point
Breaking Point foi uma banda estadunidense de rock alternativo fundada em 1999 que gravam pela Wind-up Records.
Eles tocaram "One of a Kind," como músicade entrada para o lutador profissional Rob Van Dam, que pode ser encontrado no álbum "WWF Forceable Entry", tocada em um episódio de High School Stories e no trailer do filme Biker Boyz.
A música "27" pode ser encontrada na trilha sonora de O Escorpião Rei. A música "Goodbye To You" está na trilha sonora de Quarteto Fantástico. A música "Coming Of Age" é tocada no Dragon Ball Z capítulo 4.
As músicas "Falling Down" e "Under" foram usadas na trilha sonora inglesa de Dragonball Z episódio 5. A música "Phoenix" foi usada para os créditos finais dos epísódios
No verão de 2006 Breaking Point fez uma turnê com o frontman do Creed Scott Stapp.

## Discografia
Coming of Age - (2001)
- One of a Kind
- Brother

Beautiful Disorder - (2005)
- Show Me a Sign
- All Messed Up

## Formação
- Brett Erickson - vocal/guitarra
- Greg Edmonson - baixo
- Aaron "Zeke" Dauner - bateria

### Ex-membros
- Jody Abbott - bateria
- Justin Rimer - guitarra

### Participações especiais
- Josey Scott - vocais ("Brother")